# Bendición Apostólica

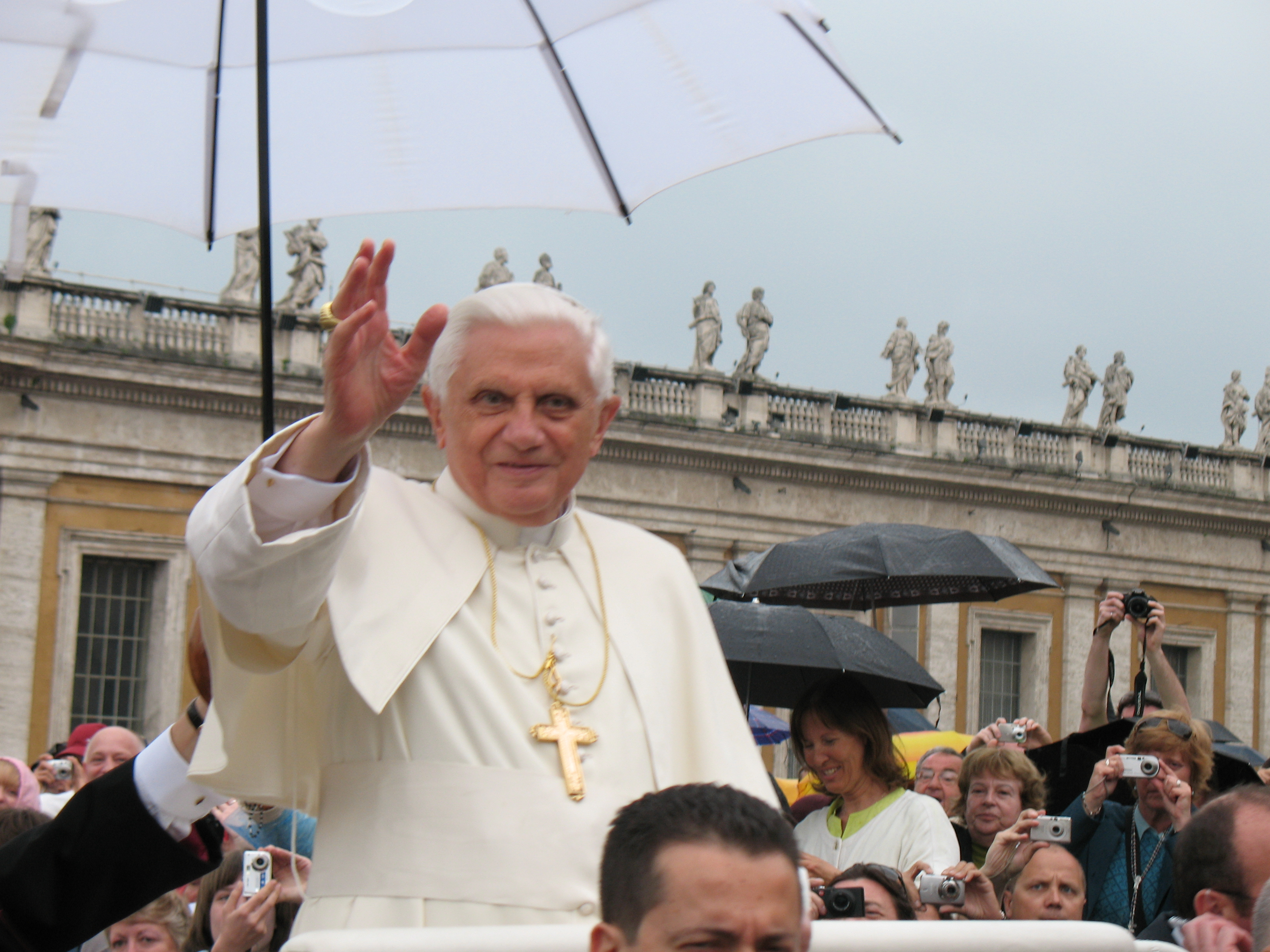
Benedicto XVI, en una Audiencia General.

La Bendición Apostólica (o Bendición Papal) es una bendición especial, propia de la liturgia de la Iglesia católica.
Normalmente la imparte el Papa, en la Audiencia general y en el rezo Mariano del Angelus, pero también puede ser impartida de forma extraordinaria por el Ordinario del Lugar, esto es, el Obispo o arzobispo de cada diócesis y quienes se les equiparan en derecho (Abades territoriales, Prelados, Administradores apostólicos. Vicarios apostólicos, etc.)
El obispo en su diócesis tiene el derecho a impartir la bendición apostólica con indulgencia plenaria adjunta tres veces al año en las solemnes celebraciones de su elección, incluso sólo al asistir a la misa.
Los otros prelados tratados por la ley a los obispos diocesanos, aunque por debajo de la dignidad episcopal, podrá, en el inicio de su servicio pastoral, impartir la bendición apostólica con indulgencia a los fieles de su territorio tres veces al año en solemnes fiestas de su elección.
Excepcionalmente, puede permitirse en otras ocasiones, cuando la Iglesia Católica convoca a un Año Santo o en su caso al de la Fe.
Asimismo es impartida por cualquier sacerdote en caso de muerte o durante el rito de la unción de los enfermos (extremaunción). 
La bendición apostólica se da al final de la Misa en lugar de la habitual bendición. Es mencionado en el penitencial de la celebración de la Eucaristía.

## El texto
Según describe el Ceremonial de los Obispos (n. 1122-1126), la bendición apostólica se desarrolla del siguiente modo, siempre durante la misa:
1. El acto penitencial del principio de la Misa se orienta ya a recibir la bendición apostólica, por eso, en su monición introductoria, el Obispo anuncia a los fieles la bendición con indulgencia plenaria que dará al final de la Misa, y los invita para que se arrepientan de sus pecados y se dispongan a participar de esta indulgencia. En vez de su conclusión habitual, se concluye con esta oración:
Por las súplicas y los méritos

de la Bienaventurada siempre Virgen María,

de los santos Apóstoles Pedro y Pablo

y de todos los Santos, 

Dios omnipotente y misericordioso 

os conceda tiempo de verdadera y fructuosa penitencia, 

corazón siempre arrepentido, 

reforma de vida 

y perseverancia en el bien orar, 

y perdonados todos vuestros pecados, 

os conduzca a la vida eterna.

Amén.
2. En la oración de los fieles es necesaria que haga una oración por la Iglesia y que se añada una oración especial por el Papa.
3. Al acabar la Oración después de la Comunión, el diácono anuncia la bendición con estas palabras:
El Excelentísimo Señor N., por voluntad de Dios y de la Sede Apostólica, (arz)obispo de esta santa Iglesia de N., en nombre del Romano Pontífice, dará la bendición con indulgencia plenaria a todos los aquí presentes, que estén verdaderamente arrepentidos, se hayan confesado y recibido la sagrada Comunión.
Rogad a Dios por nuestro beatísimo Papa N., por nuestro (arz)obispo N., y por la Santa Madre Iglesia y esforzaos por permanecer en plena comunión con ella y en santidad de vida.
Entonces el Obispo, con la mitra puesta saluda al pueblo como de costumbre: El Señor esté con vosotros.
Todos responden: Y con tu espíritu.
El diácono dice como de costumbre: Inclinaos para recibir la bendición.
El Obispo dice la fórmula de bendición solemne como de costumbre, según el texto del misal, sea con las tres invocaciones, a las que se responde "Amén" o con el diálogo episcopal, Bendito sea el nombre del Señor.
Después de esto, tomando el báculo, concluye la bendición con esta fórmula específica, mientras hace la típica triple cruz de bendición episcopal:
Por la intercesión de los bienaventurados Apóstoles Pedro y Pablo,

os bendiga Dios todopoderoso,

Padre, Hijo, y Espíritu Santo.

R/ Amén.
Los otros prelados equiparados por el derecho a los Obispos diocesanos, aunque carezcan de la dignidad episcopal, desde el principio de su ministerio pastoral, pueden dar la bendición papal con la misma indulgencia, en su territorio tres veces al año, en las fiestas solemnes señaladas por ellos, con las debidas adaptaciones, según señala el Enchiridion indulgentiarum (Normas sobre las indulgencias), n. 11, página 2.